# 丹徒站
丹徒站位于中华人民共和国江苏省镇江市丹徒区辛丰镇东街村，是沪宁城际高速铁路和连镇客运专线上的一个车站。车站靠近丹徒新城，与镇江站和镇江南站是同城车站。

## 历史
丹徒站最初为沪宁城际铁路车站，在规划建设时曾使用过“三山西站”的名称，2010年7月1日投入使用。当时车站站房建筑面积为2000平方米，地上一层，局部两层。候车室位于站房1层中央，面积520平方米，设有30张座椅，最多可容纳600名旅客。站房内售票处面积120平方米左右，设有4个售票窗口，配置2套售票设备，其他2个窗口预留；票厅内同时设置2台自动售票机、1台自动查询机；站场为2台4线布置，设有两座宽7米的侧式站台。
丹徒站启用后因集聚度不高，公交配置很少，大部分客流被既有镇江站、丹阳站和镇江南站分流，每日仅有2趟列车停靠。
因连镇客运专线在丹徒站接入沪宁城际铁路，丹徒站扩建站场并重建站房。为配合施工，经过车站的既有京沪线于2018年11月实施改线以腾出场地实施站场扩建；2019年1月5日，车站停办客运业务，5月28日车站新信号楼投用。车站新站房于2019年年底开工，3月底封顶，5月12日和14日分别完成进站天桥和出站天桥吊装。2020年8月14日，连镇客运专线正式接入沪宁正线；9月28日，新丹徒站通过静态验收。车站在改造期间曾使用“镇江东站”的名称，但最终于2020年10月底定名原名“丹徒站”。
2021年1月20日，全国铁路调图，丹徒站客运服务恢复重新投入运营，配套的综合交通枢纽同步使用。

## 车站结构

### 站房
丹徒站新站房面积9986.24平方米，车站外立面利用墨色层叠的遮阳构件，除了遮挡西南方向的阳光外还营造了“山中有城，城中有山”的意象及呈现“水墨丹青，城市山林”的设计理念。站房共有三层，一层为候车厅（两层通高），设有1340个座位，天花吊顶采用水波纹装饰；此外还有卫生间、售票厅、进出站天桥等设施，二层为商业、设备用房等。

### 站线配置

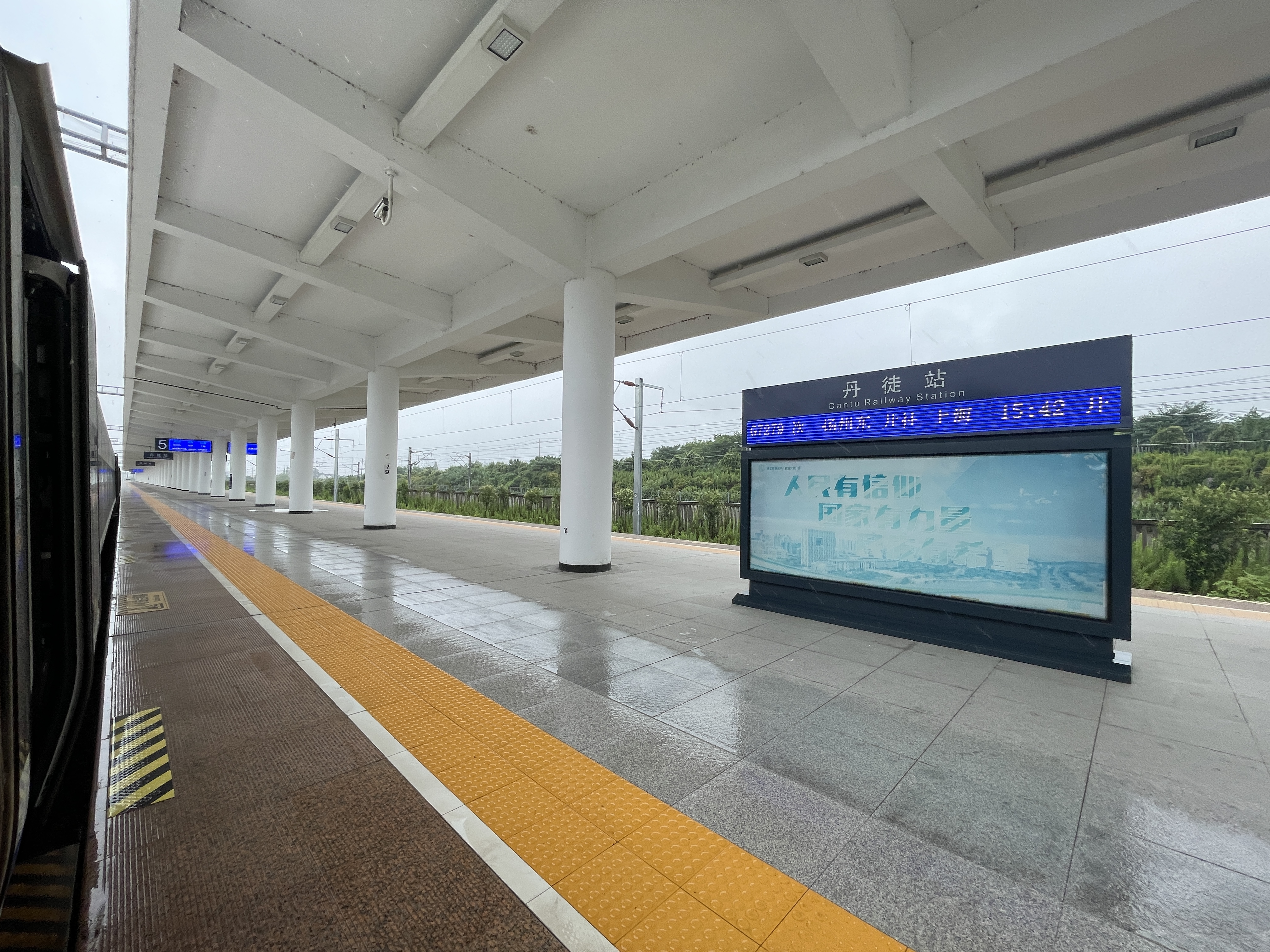
连镇下行场5站台

丹徒站共设4台10线，有沪宁城际铁路经过，连镇客运专线在丹徒站接入沪宁城际高速铁路，通往上海方向。其中沪宁城际部分二台四线，设有两座长450米、宽7米的侧式站台。连镇客运专线上下行正线外包沪宁场，并在车站东侧汇入沪宁正线：其中上行场和下行场各设有1条正线、2条到发线和一座长450米、宽10.5米的中间站台。连镇场站台和沪宁场站台头尾纵列相距50米，并预留镇宣铁路接入条件。
沪宁场和连镇场通过共用的进站天桥连接，进站天桥长34.4米、宽13.1米。沪宁场出站旅客使用新进站天桥东侧的既有地道，而连镇场出站旅客则使用位于进站天桥西侧的出站天桥，出站天桥天桥长度为31.1米，宽度为9米。
| 6站台    | 连镇客运专线 往上海方向（丹阳站）     |
| 岛式站台 |                                       |
| 5站台    | 连镇客运专线 往上海方向（丹阳站）     |
| 通过线   | 连镇客运专线下行列车通过线            |
| 侧式站台 |                                       |
| 4站台    | 沪宁城际铁路 往上海方向（丹阳站）     |
| 通过线   | 沪宁城际铁路下行列车通过线            |
| 通过线   | 沪宁城际铁路上行列车通过线            |
| 3站台    | 沪宁城际铁路 往南京方向（镇江站）     |
| 侧式站台 |                                       |
| 通过线   | 连镇客运专线上行列车通过线            |
| 2站台    | 连镇客运专线 往连云港方向（大港南站） |
| 岛式站台 |                                       |
| 1站台    | 连镇客运专线、预留镇宣铁路            |
| 站房     | 售票、候车、进出站                    |

## 接驳交通
丹徒站西侧设有镇江汽车客运东站。出租车蓄车区位于铁路站房西侧。站房东侧设有公交枢纽站，可通过135路和139路两条线路前往镇江市区和丹徒新城，另有205路途经丹徒站，可前往辛丰和黄墟镇。